# ブラック・スワンの受賞とノミネートの一覧
本項目は、ダーレン・アロノフスキー監督による2010年のアメリカのサイコスリラー映画『ブラック・スワン』の受賞とノミネートの一覧である。

## 受賞とノミネート一覧
| 賞                                       | 受賞           | 部門                                       | 対象                                                                                         | 結果       |
| ---------------------------------------- | -------------- | ------------------------------------------ | -------------------------------------------------------------------------------------------- | ---------- |
| アカデミー賞                             | 2011年2月27日  | 主演女優賞                                 | ナタリー・ポートマン                                                                         | 受賞       |
| アカデミー賞                             | 2011年2月27日  | 撮影賞                                     | マシュー・リバティーク                                                                       | ノミネート |
| アカデミー賞                             | 2011年2月27日  | 監督賞                                     | ダーレン・アロノフスキー                                                                     | ノミネート |
| アカデミー賞                             | 2011年2月27日  | 編集賞                                     | アンドリュー・ワイスブラム                                                                   | ノミネート |
| アカデミー賞                             | 2011年2月27日  | 作品賞                                     | 『ブラック・スワン』                                                                         | ノミネート |
| EDA賞                                    | 2011年1月10日  | 作品賞                                     | 『ブラック・スワン』                                                                         | 受賞       |
| EDA賞                                    | 2011年1月10日  | 監督賞                                     | ダーレン・アロノフスキー                                                                     | 受賞       |
| EDA賞                                    | 2011年1月10日  | 主演女優賞                                 | ナタリー・ポートマン                                                                         | ノミネート |
| EDA賞                                    | 2011年1月10日  | オリジナル脚本賞                           | マーク・ヘイマン アンドレス・ハインツ ジョン・J・マクローリン                                | ノミネート |
| EDA賞                                    | 2011年1月10日  | 撮影賞                                     | マシュー・リバティーク                                                                       | 受賞       |
| EDA賞                                    | 2011年1月10日  | 編集賞                                     | アンドリュー・ワイスブラム                                                                   | 受賞       |
| EDA賞                                    | 2011年1月10日  | 音楽賞                                     | クリント・マンセル                                                                           | ノミネート |
| EDA賞                                    | 2011年1月10日  | 美しい映画賞                               | 『ブラック・スワン』                                                                         | ノミネート |
| EDA賞                                    | 2011年1月10日  | 忘れられない瞬間賞                         | 『ブラック・スワン』                                                                         | 受賞       |
| EDA賞                                    | 2011年1月10日  | ヌード・セックス描写賞                     | 『ブラック・スワン』                                                                         | ノミネート |
| EDA賞                                    | 2011年1月10日  | 勇敢な演技賞                               | ナタリー・ポートマン                                                                         | 受賞       |
| EDA賞                                    | 2011年1月10日  | 好きになろうとしたけど無理だった作品       | 『ブラック・スワン』                                                                         | ノミネート |
| アメリカ映画編集者協会                   | 2011年2月19日  | 長編映画編集賞（ドラマ部門）               | アンドリュー・ワイスブラム                                                                   | ノミネート |
| アメリカン・フィルム・インスティチュート | 2010年12月12日 | ムービーズ・オブ・ザ・イヤー               | 『ブラック・スワン』                                                                         | 受賞       |
| アメリカ撮影監督協会                     | 2011年2月13日  | 映画撮影賞                                 | マシュー・リバティーク                                                                       | ノミネート |
| 美術監督組合                             | 2011年2月5日   | 映画美術賞（コンテンポラリー部門）         | テレーズ・デプレス                                                                           | 受賞       |
| オースティン映画批評家協会               | 2010年12月19日 | 作品賞                                     | 『ブラック・スワン』                                                                         | 受賞       |
| オースティン映画批評家協会               | 2010年12月19日 | 監督賞                                     | ダーレン・アロノフスキー                                                                     | 受賞       |
| オースティン映画批評家協会               | 2010年12月19日 | 主演女優賞                                 | ナタリー・ポートマン                                                                         | 受賞       |
| オースティン映画批評家協会               | 2010年12月19日 | オリジナル脚本賞                           | マーク・ヘイマン アンドレス・ハインツ ジョン・J・マクローリン                                | 受賞       |
| オースティン映画批評家協会               | 2010年12月19日 | 撮影賞                                     | マシュー・リバティーク                                                                       | 受賞       |
| ブラック映画批評家協会                   | 2010年12月23日 | 主演女優賞                                 | ナタリー・ポートマン                                                                         | 受賞       |
| ブラック映画批評家協会                   | 2010年12月23日 | 監督賞                                     | ダーレン・アロノフスキー                                                                     | 受賞       |
| ブラック映画批評家協会                   | 2010年12月23日 | 作品賞                                     | 『ブラック・スワン』                                                                         | 受賞       |
| ボストン映画批評家協会                   | 2010年12月12日 | 主演女優賞                                 | ナタリー・ポートマン                                                                         | 受賞       |
| ボストン映画批評家協会                   | 2010年12月12日 | 編集賞                                     | アンドリュー・ワイスブラム                                                                   | 受賞       |
| 英国アカデミー賞                         | 2011年2月13日  | 作品賞                                     | 『ブラック・スワン』                                                                         | ノミネート |
| 英国アカデミー賞                         | 2011年2月13日  | 監督賞                                     | ダーレン・アロノフスキー                                                                     | ノミネート |
| 英国アカデミー賞                         | 2011年2月13日  | オリジナル脚本賞                           | マーク・ヘイマン アンドレス・ハインツ ジョン・J・マクローリン                                | ノミネート |
| 英国アカデミー賞                         | 2011年2月13日  | 主演女優賞                                 | ナタリー・ポートマン                                                                         | 受賞       |
| 英国アカデミー賞                         | 2011年2月13日  | 助演女優賞                                 | バーバラ・ハーシー                                                                           | ノミネート |
| 英国アカデミー賞                         | 2011年2月13日  | 撮影賞                                     | マシュー・リバティーク                                                                       | ノミネート |
| 英国アカデミー賞                         | 2011年2月13日  | 編集賞                                     | アンドリュー・ワイスブラム                                                                   | ノミネート |
| 英国アカデミー賞                         | 2011年2月13日  | 美術賞                                     | テレーズ・デプレス トラ・ピーターソン                                                        | ノミネート |
| 英国アカデミー賞                         | 2011年2月13日  | 衣裳デザイン賞                             | エイミー・ウェストコット                                                                     | ノミネート |
| 英国アカデミー賞                         | 2011年2月13日  | 音響賞                                     | ケン・イシイ Craig Henighan Dominick Tavella                                                 | ノミネート |
| 英国アカデミー賞                         | 2011年2月13日  | 特殊効果賞                                 | ダン・シュレッカー                                                                           | ノミネート |
| 英国アカデミー賞                         | 2011年2月13日  | メイクアップ賞                             | ジュディ・シン Geordie Sheffer                                                               | ノミネート |
| クリティクス・チョイス・アワード         | 2011年1月14日  | 作品賞                                     | 『ブラック・スワン』                                                                         | ノミネート |
| クリティクス・チョイス・アワード         | 2011年1月14日  | 主演女優賞                                 | ナタリー・ポートマン                                                                         | 受賞       |
| クリティクス・チョイス・アワード         | 2011年1月14日  | 助演女優賞                                 | ミラ・クニス                                                                                 | ノミネート |
| クリティクス・チョイス・アワード         | 2011年1月14日  | 監督賞                                     | ダーレン・アロノフスキー                                                                     | ノミネート |
| クリティクス・チョイス・アワード         | 2011年1月14日  | 脚本賞                                     | マーク・ヘイマン アンドレス・ハインツ ジョン・J・マクローリン                                | ノミネート |
| クリティクス・チョイス・アワード         | 2011年1月14日  | 撮影賞                                     | マシュー・リバティーク                                                                       | ノミネート |
| クリティクス・チョイス・アワード         | 2011年1月14日  | 美術賞                                     | テレーズ・デプレス トラ・ピーターソン                                                        | ノミネート |
| クリティクス・チョイス・アワード         | 2011年1月14日  | 編集賞                                     | アンドリュー・ワイスブラム                                                                   | ノミネート |
| クリティクス・チョイス・アワード         | 2011年1月14日  | 衣裳デザイン賞                             | エイミー・ウェストコット                                                                     | ノミネート |
| クリティクス・チョイス・アワード         | 2011年1月14日  | メイクアップ賞                             | ジュディ・シン                                                                               | ノミネート |
| クリティクス・チョイス・アワード         | 2011年1月14日  | 音響賞                                     | ブライアン・エメリッヒ                                                                       | ノミネート |
| クリティクス・チョイス・アワード         | 2011年1月14日  | 作曲賞                                     | クリント・マンセル                                                                           | ノミネート |
| 映画録音協会賞                           | 2011年2月19日  | 映画録音賞                                 | 『ブラック・スワン』                                                                         | ノミネート |
| シカゴ映画批評家協会                     | 2010年12月20日 | 主演女優賞                                 | ナタリー・ポートマン                                                                         | 受賞       |
| シカゴ映画批評家協会                     | 2010年12月20日 | 撮影賞                                     | マシュー・リバティーク                                                                       | ノミネート |
| シカゴ映画批評家協会                     | 2010年12月20日 | 監督賞                                     | ダーレン・アロノフスキー                                                                     | ノミネート |
| シカゴ映画批評家協会                     | 2010年12月20日 | 作品賞                                     | 『ブラック・スワン』                                                                         | ノミネート |
| シカゴ映画批評家協会                     | 2010年12月20日 | 作曲賞                                     | クリント・マンセル                                                                           | 受賞       |
| シカゴ映画批評家協会                     | 2010年12月20日 | オリジナル脚本賞                           | マーク・ヘイマン アンドレス・ハインツ ジョン・J・マクローリン                                | ノミネート |
| 衣裳デザイナー組合                       | 2011年2月22日  | 映画衣裳デザイン賞（コンテンポラリー部門） | エイミー・ウェストコット                                                                     | 受賞       |
| ダラス・フォートワース映画批評家協会     | 2010年12月17日 | 主演女優賞                                 | ナタリー・ポートマン                                                                         | 受賞       |
| ダラス・フォートワース映画批評家協会     | 2010年12月17日 | 監督賞                                     | ダーレン・アロノフスキー                                                                     | ノミネート |
| ダラス・フォートワース映画批評家協会     | 2010年12月17日 | トップ作品賞                               | 『ブラック・スワン』                                                                         | 受賞       |
| ダラス・フォートワース映画批評家協会     | 2010年12月17日 | 助演女優賞                                 | ミラ・クニス                                                                                 | ノミネート |
| デトロイト映画批評家協会                 | 2010年12月16日 | 主演女優賞                                 | ナタリー・ポートマン                                                                         | ノミネート |
| 全米監督協会                             | 2011年1月29日  | 長編映画監督賞                             | ダーレン・アロノフスキー                                                                     | ノミネート |
| エンパイア賞                             | 2011年3月27日  | スリラー賞                                 | 『ブラック・スワン』                                                                         | ノミネート |
| エンパイア賞                             | 2011年3月27日  | 主演女優賞                                 | ナタリー・ポートマン                                                                         | ノミネート |
| 第15回フロリダ映画批評家協会賞           | 2010年12月20日 | 主演女優賞                                 | ナタリー・ポートマン                                                                         | 受賞       |
| ゴールデングローブ賞                     | 2011年1月16日  | 作品賞（ドラマ部門）                       | 『ブラック・スワン』                                                                         | ノミネート |
| ゴールデングローブ賞                     | 2011年1月16日  | 主演女優賞（ドラマ部門）                   | ナタリー・ポートマン                                                                         | 受賞       |
| ゴールデングローブ賞                     | 2011年1月16日  | 助演女優賞                                 | ミラ・クニス                                                                                 | ノミネート |
| ゴールデングローブ賞                     | 2011年1月16日  | 監督賞                                     | ダーレン・アロノフスキー                                                                     | ノミネート |
| ゴッサム賞                               | 2010年11月28日 | 作品賞                                     | 『ブラック・スワン』                                                                         | ノミネート |
| ヒューストン映画批評家協会               | 2010年12月18日 | 作品賞                                     | 『ブラック・スワン』                                                                         | ノミネート |
| ヒューストン映画批評家協会               | 2010年12月18日 | 監督賞                                     | ダーレン・アロノフスキー                                                                     | ノミネート |
| ヒューストン映画批評家協会               | 2010年12月18日 | 主演女優賞                                 | ナタリー・ポートマン                                                                         | 受賞       |
| ヒューストン映画批評家協会               | 2010年12月18日 | 撮影賞                                     | マシュー・リバティーク                                                                       | ノミネート |
| インディペンデント・スピリット賞         | 2011年2月26日  | 作品賞                                     | 『ブラック・スワン』                                                                         | 受賞       |
| インディペンデント・スピリット賞         | 2011年2月26日  | 監督賞                                     | ダーレン・アロノフスキー                                                                     | 受賞       |
| インディペンデント・スピリット賞         | 2011年2月26日  | 主演女優賞                                 | ナタリー・ポートマン                                                                         | 受賞       |
| インディペンデント・スピリット賞         | 2011年2月26日  | 撮影賞                                     | マシュー・リバティーク                                                                       | 受賞       |
| インディアナ映画批評家協会               | 2010年12月12日 | 作品賞                                     | 『ブラック・スワン』                                                                         | ノミネート |
| インディアナ映画批評家協会               | 2010年12月12日 | 主演女優賞                                 | ナタリー・ポートマン                                                                         | 受賞       |
| アイオワ映画批評家協会                   | 2011年1月13日  | 主演女優賞                                 | ナタリー・ポートマン                                                                         | 受賞       |
| カンザスシティ映画批評家協会             | 2011年2月2日   | 主演女優賞                                 | ナタリー・ポートマン                                                                         | 受賞       |
| ラスベガス映画批評家協会                 | 2010年12月17日 | 作品賞                                     | 『ブラック・スワン』                                                                         | ノミネート |
| ラスベガス映画批評家協会                 | 2010年12月17日 | 監督賞                                     | ダーレン・アロノフスキー                                                                     | ノミネート |
| ラスベガス映画批評家協会                 | 2010年12月17日 | 主演女優賞                                 | ナタリー・ポートマン                                                                         | 受賞       |
| ラスベガス映画批評家協会                 | 2010年12月17日 | 助演女優賞                                 | ミラ・クニス                                                                                 | ノミネート |
| ラスベガス映画批評家協会                 | 2010年12月17日 | 脚本賞                                     | マーク・ヘイマン アンドレス・ハインツ ジョン・J・マクローリン                                | ノミネート |
| ラスベガス映画批評家協会                 | 2010年12月17日 | 撮影賞                                     | マシュー・リバティーク                                                                       | ノミネート |
| ラスベガス映画批評家協会                 | 2010年12月17日 | 編集賞                                     | アンドリュー・ワイスブラム                                                                   | ノミネート |
| ラスベガス映画批評家協会                 | 2010年12月17日 | 作曲賞                                     | クリント・マンセル                                                                           | ノミネート |
| ラスベガス映画批評家協会                 | 2010年12月17日 | 衣裳デザイン賞                             | エイミー・ウェストコット                                                                     | ノミネート |
| ラスベガス映画批評家協会                 | 2010年12月17日 | 美術監督賞                                 | デヴィッド・スタイン                                                                         | 受賞       |
| ロンドン映画批評家協会                   | 2011年2月10日  | 主演女優賞                                 | ナタリー・ポートマン                                                                         | ノミネート |
| ロンドン映画批評家協会                   | 2011年2月10日  | 監督賞                                     | ダーレン・アロノフスキー                                                                     | ノミネート |
| ロンドン映画批評家協会                   | 2011年2月10日  | 作品賞                                     | 『ブラック・スワン』                                                                         | ノミネート |
| ロンドン映画祭                           | 2010年10月27日 | 作品賞                                     | 『ブラック・スワン』                                                                         | ノミネート |
| ロサンゼルス映画批評家協会               | 2010年12月12日 | 撮影賞                                     | マシュー・リバティーク                                                                       | 受賞       |
| ニューヨーク映画批評家協会               | 2010年12月12日 | 撮影賞                                     | マシュー・リバティーク                                                                       | 受賞       |
| MTVムービー・アワード                    | 2011年6月5日   | 作品賞                                     | 『ブラック・スワン』                                                                         | ノミネート |
| MTVムービー・アワード                    | 2011年6月5日   | 女性演技賞                                 | ナタリー・ポートマン                                                                         | ノミネート |
| MTVムービー・アワード                    | 2011年6月5日   | キス賞                                     | ナタリー・ポートマンとミラ・クニス                                                           | ノミネート |
| MTVムービー・アワード                    | 2011年6月5日   | Best Jaw Dropping Moment                   | 『ブラック・スワン』                                                                         | ノミネート |
| ニューヨーク映画批評家オンライン         | 2010年12月12日 | 主演女優賞                                 | ナタリー・ポートマン                                                                         | 受賞       |
| ニューヨーク映画批評家オンライン         | 2010年12月12日 | 撮影賞                                     | マシュー・リバティーク                                                                       | 受賞       |
| ニューヨーク映画批評家オンライン         | 2010年12月12日 | 音楽賞                                     | クリント・マンセル                                                                           | 受賞       |
| ノーステキサス映画批評家協会             | 2011年1月10日  | 主演女優賞                                 | ナタリー・ポートマン                                                                         | 受賞       |
| オクラホマ映画批評家協会                 | 2010年12月22日 | 作品賞                                     | 『ブラック・スワン』                                                                         | ノミネート |
| オクラホマ映画批評家協会                 | 2010年12月22日 | 主演女優賞                                 | ナタリー・ポートマン                                                                         | 受賞       |
| オクラホマ映画批評家協会                 | 2010年12月22日 | 助演女優賞                                 | ミラ・クニス                                                                                 | 受賞       |
| オンライン映画批評家協会                 | 2011年1月3日   | 主演女優賞                                 | ナタリー・ポートマン                                                                         | 受賞       |
| オンライン映画批評家協会                 | 2011年1月3日   | 編集賞                                     | アンドリュー・ワイスブラム                                                                   | ノミネート |
| オンライン映画批評家協会                 | 2011年1月3日   | 監督賞                                     | ダーレン・アロノフスキー                                                                     | ノミネート |
| オンライン映画批評家協会                 | 2011年1月3日   | 作品賞                                     | 『ブラック・スワン』                                                                         | ノミネート |
| オンライン映画批評家協会                 | 2011年1月3日   | 助演女優賞                                 | ミラ・クニス                                                                                 | ノミネート |
| オンライン映画批評家協会                 | 2011年1月3日   | 撮影賞                                     | マシュー・リバティーク                                                                       | ノミネート |
| オンライン映画批評家協会                 | 2011年1月3日   | オリジナル脚本賞                           | マーク・ヘイマン アンドレス・ハインツ ジョン・J・マクローリン                                | ノミネート |
| フェニックス映画批評家協会               | 2010年12月28日 | 主演女優賞                                 | ナタリー・ポートマン                                                                         | 受賞       |
| フェニックス映画批評家協会               | 2010年12月28日 | オリジナル脚本賞                           | マーク・ヘイマン アンドレス・ハインツ ジョン・J・マクローリン                                | ノミネート |
| フェニックス映画批評家協会               | 2010年12月28日 | 編集賞                                     | アンドリュー・ワイスブラム                                                                   | ノミネート |
| アメリカ製作者組合                       | 2011年1月22日  | 劇場映画賞                                 | 『ブラック・スワン』                                                                         | ノミネート |
| サンディエゴ映画批評家協会               | 2010年12月14日 | 作品賞                                     | 『ブラック・スワン』                                                                         | ノミネート |
| サンディエゴ映画批評家協会               | 2010年12月14日 | 監督賞                                     | ダーレン・アロノフスキー                                                                     | 受賞       |
| サンディエゴ映画批評家協会               | 2010年12月14日 | 主演女優賞                                 | ナタリー・ポートマン                                                                         | ノミネート |
| サンディエゴ映画批評家協会               | 2010年12月14日 | 撮影賞                                     | マシュー・リバティーク                                                                       | ノミネート |
| サンディエゴ映画批評家協会               | 2010年12月14日 | 編集賞                                     | アンドリュー・ワイスブラム                                                                   | ノミネート |
| サンディエゴ映画批評家協会               | 2010年12月14日 | 美術賞                                     | テレーズ・デプレス                                                                           | ノミネート |
| サンディエゴ映画批評家協会               | 2010年12月14日 | 作曲賞                                     | クリント・マンセル                                                                           | ノミネート |
| サンフランシスコ映画批評家協会           | 2010年12月13日 | 監督賞                                     | ダーレン・アロノフスキー                                                                     | 受賞       |
| サンフランシスコ映画批評家協会           | 2010年12月13日 | 撮影賞                                     | マシュー・リバティーク                                                                       | 受賞       |
| サターン賞                               | 2011年6月23日  | ホラー/スリラー映画賞                      | 『ブラック・スワン』                                                                         | ノミネート |
| サターン賞                               | 2011年6月23日  | 主演女優賞                                 | ナタリー・ポートマン                                                                         | 受賞       |
| サターン賞                               | 2011年6月23日  | 助演女優賞                                 | ミラ・クニス                                                                                 | 受賞       |
| サターン賞                               | 2011年6月23日  | 監督賞                                     | ダーレン・アロノフスキー                                                                     | ノミネート |
| サターン賞                               | 2011年6月23日  | 脚本賞                                     | マーク・ヘイマン アンドレス・ハインツ ジョン・J・マクローリン                                | ノミネート |
| セントルイス映画批評家協会               | 2010年12月20日 | 作品賞                                     | 『ブラック・スワン』                                                                         | ノミネート |
| セントルイス映画批評家協会               | 2010年12月20日 | 主演女優賞                                 | ナタリー・ポートマン                                                                         | 受賞       |
| セントルイス映画批評家協会               | 2010年12月20日 | 監督賞                                     | ダーレン・アロノフスキー                                                                     | ノミネート |
| セントルイス映画批評家協会               | 2010年12月20日 | 助演女優賞                                 | バーバラ・ハーシー                                                                           | ノミネート |
| セントルイス映画批評家協会               | 2010年12月20日 | 脚本賞                                     | マーク・ヘイマン アンドレス・ハインツ ジョン・J・マクローリン                                | ノミネート |
| セントルイス映画批評家協会               | 2010年12月20日 | 作曲賞                                     | クリント・マンセル                                                                           | ノミネート |
| サテライト賞                             | 2010年12月19日 | 主演女優賞（ドラマ映画）                   | ナタリー・ポートマン                                                                         | ノミネート |
| サテライト賞                             | 2010年12月19日 | 監督賞                                     | ダーレン・アロノフスキー                                                                     | ノミネート |
| サテライト賞                             | 2010年12月19日 | 作曲賞                                     | クリント・マンセル                                                                           | ノミネート |
| サテライト賞                             | 2010年12月19日 | 衣裳デザイン賞                             | エイミー・ウェストコット                                                                     | ノミネート |
| サテライト賞                             | 2010年12月19日 | 美術賞                                     | テレーズ・デプレス トラ・ピーターソン                                                        | ノミネート |
| 映画俳優組合                             | 2011年1月30日  | キャスト賞                                 | ヴァンサン・カッセル バーバラ・ハーシー ミラ・クニス ナタリー・ポートマン ウィノナ・ライダー | ノミネート |
| 映画俳優組合                             | 2011年1月30日  | 主演女優賞                                 | ナタリー・ポートマン                                                                         | 受賞       |
| 映画俳優組合                             | 2011年1月30日  | 助演女優賞                                 | ミラ・クニス                                                                                 | ノミネート |
| サウスイースタン映画批評家協会           | 2010年12月13日 | 主演女優賞                                 | ナタリー・ポートマン                                                                         | 受賞       |
| トロント映画批評家協会                   | 2010年12月14日 | 主演女優賞                                 | ナタリー・ポートマン                                                                         | ノミネート |
| トロント映画批評家協会                   | 2010年12月14日 | 監督賞                                     | ダーレン・アロノフスキー                                                                     | ノミネート |
| トロント映画批評家協会                   | 2010年12月14日 | 作品賞                                     | 『ブラック・スワン』                                                                         | ノミネート |
| ユタ映画批評家協会                       | 2010年12月23日 | 主演女優賞                                 | ナタリー・ポートマン                                                                         | 受賞       |
| ユタ映画批評家協会                       | 2010年12月23日 | 撮影賞                                     | マシュー・リバティーク                                                                       | ノミネート |
| ユタ映画批評家協会                       | 2010年12月23日 | 助演女優賞                                 | ミラ・クニス                                                                                 | ノミネート |
| バンクーバー映画批評家協会               | 2011年1月10日  | 作品賞                                     | 『ブラック・スワン』                                                                         | ノミネート |
| バンクーバー映画批評家協会               | 2011年1月10日  | 主演女優賞                                 | ナタリー・ポートマン                                                                         | ノミネート |
| バンクーバー映画批評家協会               | 2011年1月10日  | 監督賞                                     | ダーレン・アロノフスキー                                                                     | ノミネート |
| ヴェネツィア国際映画祭                   | 2010年9月11日  | 金獅子賞                                   | 『ブラック・スワン』                                                                         | ノミネート |
| ヴェネツィア国際映画祭                   | 2010年9月11日  | クィア獅子賞                               | 『ブラック・スワン』                                                                         | ノミネート |
| ヴェネツィア国際映画祭                   | 2010年9月11日  | マルチェロ・マストロヤンニ賞               | ミラ・クニス                                                                                 | 受賞       |
| 視覚効果協会                             | 2011年2月1日   | 長編映画サポート視覚効果賞                 | ダン・シュレッカー コリーン・バックマン マイケル・カプトン ブラッド・カリノスキー            | ノミネート |
| ワシントンD.C.映画批評家協会             | 2010年12月6日  | 作品賞                                     | 『ブラック・スワン』                                                                         | ノミネート |
| ワシントンD.C.映画批評家協会             | 2010年12月6日  | 監督賞                                     | ダーレン・アロノフスキー                                                                     | ノミネート |
| ワシントンD.C.映画批評家協会             | 2010年12月6日  | 主演女優賞                                 | ナタリー・ポートマン                                                                         | ノミネート |
| ワシントンD.C.映画批評家協会             | 2010年12月6日  | オリジナル脚本賞                           | マーク・ヘイマン アンドレス・ハインツ ジョン・J・マクローリン                                | ノミネート |
| ワシントンD.C.映画批評家協会             | 2010年12月6日  | 美術賞                                     | テレーズ・デプレス トラ・ピーターソン                                                        | ノミネート |
| ワシントンD.C.映画批評家協会             | 2010年12月6日  | 撮影賞                                     | マシュー・リバティーク                                                                       | ノミネート |
| ワシントンD.C.映画批評家協会             | 2010年12月6日  | 作曲賞                                     | クリント・マンセル                                                                           | ノミネート |
| 全米脚本家組合                           | 2011年2月5日   | オリジナル脚本賞                           | マーク・ヘイマン アンドレス・ハインツ ジョン・J・マクローリン                                | ノミネート |